# Jean-Patrick Iba-Ba
Jean-Patrick Iba-Ba (Libreville, 18 aprile 1966) è un arcivescovo cattolico gabonese, dal 12 marzo 2020 arcivescovo metropolita di Libreville.

## Biografia

### Formazione e ministero sacerdotale
Dopo aver frequentato il seminario maggiore di Brazzaville e il Pontificio Collegio Urbano a Roma, 19 luglio 1998 è stato ordinato presbitero.
Successivamente è stato dapprima vice-rettore e successivamente rettore del seminario maggiore saint Augustin di Libreville.
Nel 2009 consegue la laurea in diritto canonico alla Pontificia università urbaniana.
Dal 2012 al 2017 viene nominato nuovamente rettore del seminario di Libreville.

### Ministero episcopale

Stemma da vescovo

Il 4 novembre 2017 papa Francesco lo ha nominato vescovo di Franceville.
Ha ricevuto l'ordinazione episcopale il 13 gennaio 2018 dall'arcivescovo Basile Mvé Engone, co-consacranti il vescovo di Oyem Jean-Vincent Ondo Eyene e quello di Mouila Mathieu Madega Lebouankehan.
Il 12 marzo 2020 papa Francesco lo ha nominato arcivescovo di Libreville. Ha preso possesso dell'arcidiocesi il 12 aprile successivo.
Dal 4 novembre 2022 è stato nominato Vicepresidente della Conferenza Episcopale del Gabon.

## Genealogia episcopale
La genealogia episcopale è:
- Cardinale Scipione Rebiba
- Cardinale Giulio Antonio Santori
- Cardinale Girolamo Bernerio, O.P.
- Arcivescovo Galeazzo Sanvitale
- Cardinale Ludovico Ludovisi
- Cardinale Luigi Caetani
- Cardinale Ulderico Carpegna
- Cardinale Paluzzo Paluzzi Altieri degli Albertoni
- Papa Benedetto XIII
- Papa Benedetto XIV
- Papa Clemente XIII
- Cardinale Marcantonio Colonna
- Cardinale Giacinto Sigismondo Gerdil, B.
- Cardinale Giulio Maria della Somaglia
- Cardinale Carlo Odescalchi, S.I.
- Vescovo Eugène de Mazenod, O.M.I.
- Cardinale Joseph Hippolyte Guibert, O.M.I.
- Cardinale François-Marie-Benjamin Richard
- Vescovo Marie-Prosper-Adolphe de Bonfils
- Cardinale Louis-Ernest Dubois
- Arcivescovo Jean-Arthur Chollet
- Arcivescovo Héctor Raphaël Quilliet
- Vescovo Charles-Albert-Joseph Lecomte
- Cardinale Achille Liénart
- Arcivescovo Marcel Lefebvre, C.S.Sp.
- Vescovo François Ndong
- Arcivescovo Basile Mvé Engone, S.D.B.
- Arcivescovo Jean-Patrick Iba-Ba